# David Hamilton
David Hamilton (Londres, 15 de abril de 1933 — Paris, 25 de novembro de 2016) foi um fotógrafo e diretor de filmes britânico melhor conhecido por suas imagens nuas de jovens meninas adolescentes.

## Vida inicial
Hamilton cresceu em Londres. Sua escolaridade foi interrompida durante a Segunda Guerra Mundial. Enquanto um evacuado, ele passou algum tempo na zona rural de Dorset, que inspirou alguns de seus trabalhos. Após a guerra, Hamilton voltou para Londres e terminou a escola antes de se mudar para a França onde viveu desde então.

## Carreira e vida tardia
Suas habilidades artísticas começaram a surgir durante um trabalho no escritório de um arquiteto. Aos 20 anos, ele foi para Paris, onde trabalhou como designer gráfico para Peter Knapp da revista Elle. Depois de se tornar conhecido e bem sucedido, ele foi contratado fora da Elle pela revista Queen em Londres como diretor de arte. Hamilton logo percebeu seu amor por Paris, entretanto, e depois de voltar lá se tornou o diretor de arte da Printemps, a maior loja de departamentos da cidade. Hamilton começou a fotografar comercialmente enquanto ainda empregado, e o estilo sonhador, granulado de suas imagens rapidamente trouxe-lhe sucesso.
Suas fotografias estavam na demanda por outras revistas como Réalités, Twen e Photo. Até o final da década de 1960, o trabalho de Hamilton tinha um estilo reconhecível. Seus sucessos adicionais incluíram muitas dezenas de livros fotográficos com vendas combinadas bem em milhões, cinco longas-metragens, inúmeras publicações de revistas e exposições em galerias e museus. Em dezembro de 1977, a Galeria de Imagens em Manhattan mostrou suas fotografias, ao mesmo tempo que Bilitis foi lançado. Ele também mantinha um apartamento em Nova Iorque.
Seu estilo de foco suave também voltou em moda na Vogue, Elle e outras revistas de moda de alta classe por volta de 2003. Há muito tempo atrás, Hamilton era casado com Mona Kristensen, que era uma modelo em muitos de seus primeiros álbuns e fez sua estreia em filme com Bilitis. Mais recentemente, ele foi casado com Gertrude Hamilton, que co-projetou seu livro The Age of Innocence, mas, desde então, se divorciou de forma amigável e ela mora em Nova Iorque trabalhando como pintora.
Hamilton divide seu tempo entre St Tropez e Paris. Desde 2005 ele vem desfrutando de um renascimento em sua popularidade. Em 2006, dois novos livros foram lançados: David Hamilton, uma coleção de fotografias legendadas e Erotic Tales, que contém histórias curtas de ficção de Hamilton.

## Controvérsias
Enquanto muito do trabalho de Hamilton ilustra meninas adolescentes, muitas vezes nuas, ele tem sido alvo de alguma controvérsia e até mesmo acusações de pornografia infantil, semelhante ao que o trabalho de Sally Mann e Jock Sturges têm atraído. Vários dos livros de Hamilton foram banidos da África do Sul por razões morais. No final de 1990, grupos cristãos conservadores nos Estados Unidos protestaram em vão contra livrarias que abasteciam livros de fotografia de Hamilton.
Como The Guardian escreveu: "As fotografias de Hamilton têm estado por muito tempo na linha de frente do debate 'isso é arte ou pornografia?'".
Em 2005, um homem foi condenado por estar na posse de 19,000 imagens de crianças, incluindo fotos de Hamilton. As imagens foram encontradas para estar na mais baixa indecência. Em resposta, Glenn Holland, porta-voz de Hamilton, declarou: "Estamos profundamente tristes e decepcionados com isso, como David é um dos fotógrafos de arte mais bem sucedidas que o mundo já conheceu Seus livros já venderam milhões". Na sequência da condenação, um membro da Polícia de Surrey na Bretanha declarou que a posse de livros de Hamilton agora era ilegal no Reino Unido. A Polícia de Surrey mais tarde fez um pedido formal de desculpas por essa declaração e admitiu que nenhuma decisão juridicamente vinculativa tinha sido feita sobre o trabalho de David Hamilton.
Em 2010, um homem foi condenado por nível 1 de pornografia infantil por possuir quatro livros, incluindo os de Hamilton, The Age of Innocence, bem como Still Time de Sally Mann, que ele adquiriu a partir de uma livraria em Walthamstow, Londres. Sua condenação foi anulada em recurso, em 2011, com o juiz chamando sua condenação de "muito injusta" e criticou o Crown Prosecution Service (CPS) por processá-lo. O juiz concluiu que: "Se os desejos [da CPS] para testar se as imagens nos livros são indecentes, a maneira correta de lidar com o assunto é por meio de processar a editora ou o varejista – e não o comprador individual".
Em 22 de outubro de 2016, no talk-show francês Salut les Terriens! no canal TNT C8, o anfitrião e âncora Thierry Ardisson deu o nome de David Hamilton como o presumido estuprador da agora apresentadora da rádio RTL Flavie Flament. De acordo com a Sra. Flament esses atos foram cometidos quando ela tinha 13 anos de idade, em Cap d'Agde (Hérault, Sul da França). Eles agora estão amplamente relatados em seu romance La consolation, uma história romantizada baseada em suas alegadas experiências de vida, e em sua mídia social como o Twitter. O irmão da Sra. Flament tem chamado certas revelações em seu livro em questão. Em 22 de novembro de 2016, David Hamilton anunciou que ele estava planejando apresentar várias denúncias por difamação. Quando a agência de imprensa AFP chamou ele, o artista declarou que ele não era o culpado. "Eu não fiz nada de errado", ele afirmou, enquanto confirmando que ele apenas tirou uma foto de retrato de Flavie Flament, "29 ou 30 anos atrás". Essa foto foi publicada.

## Morte
Em 25 de novembro de 2016, David Hamilton morreu em seu apartamento em Paris na idade de 83. Reuters reportou que fontes da polícia contaram ao serviço de notícias que Hamilton havia cometido suicídio.